# シック (バンド)
シック（Chic）は、1977年にデビューしたアメリカ合衆国のR&B、ファンク、ディスコ・バンドである。中心メンバーはギターのナイル・ロジャースとベースのバーナード・エドワーズ。英語でのバンド名の発音は「IPA: /ˈʃiːk/ 」であり、「シーク」に近い。
1970年代後半のディスコ・ブームを牽引したアーティストのひとつである。

## キャリア
ナイル・ロジャースとバーナード・エドワーズは、もともとはジャズ畑のミュージシャンだった。1972年頃にニューヨークでビッグ・アップル・バンド（ウォルター・マーフィーのバンドとは異なる）を結成し、ソウル・ボーカル・グループのニューヨーク・シティや、キャロル・ダグラスのツアー・バンドを務めた。その後、シックを結成し1977年にシングル「ダンス・ダンス・ダンス」でデビュー。同作は当初、マイナー・レーベルの「ブッダ・レコード」から発売されたが、最終的にはメジャーのアトランティック・レコードから再発されて、全米6位の大ヒットとなった。
1978年、アルバム『エレガンス・シック』からの第1弾シングル「おしゃれフリーク」がBillboard Hot 100で初の1位を獲得し、当時としてはアトランティック史上最大のヒット曲となった。1979年には「グッド・タイムス」が自身2作目の全米ナンバー1ヒットとなっている。
ディスコ・ブームの終焉と同時にバンドとしての活動は停滞していったが、ナイル・ロジャースとバーナード・エドワーズはプロデューサーとして活躍し、シスター・スレッジ、ダイアナ・ロス、マドンナやデヴィッド・ボウイなどのアーティストをプロデュースし、曲をヒットさせた。

## ラップとヒップホップの源流となった「グッド・タイムス」
1979年、最初期のラップ・レコードの一つとして知られるシュガーヒル・ギャングの「ラッパーズ・ディライト (Rapper's Delight) 」が発表された。チャートインを果たしてラップの存在を初めて世に示した同作はシックの「グッド・タイムス」のテンポとベース・ラインをそのまま流用・演奏し直したものだった。無断で使用していたためシックとの間で訴訟となったが、現在はナイルとバーナードの名前もクレジットされ落ち着いている。またナイル自身がライブで「ラッパーズ・ディライト」を歌うことがある。この曲はラップの誕生と夜明けを告げるエポック・メイキングな曲となり、ヒップホップを構成する大きな源流となった。

## 「地獄へ道づれ」の原案になった「グッド・タイムス」
ベーシストのバーナードによると「グッド・タイムス」のレコーディング中（1979年）のスタジオにクィーンのベーシスト、ジョン・ディーコンが訪れて楽しそうにしていたという。その後、ジョンは「地獄へ道づれ (Another One Bites the Dust)」（1980年）を作ったが、フレディ・マーキュリー以外はこの曲に否定的で特にドラムスのテイラーは、あまりにもディスコ色が強すぎると懸念を示して嫌々叩いていた。ところがバンドがリリースを渋りライブでのみ演奏していた頃、クイーンのコンサートを見に来ていたマイケル・ジャクソンが、バックステージでフレディ・マーキュリーに「あの曲はシングル・リリースすべき」と強く進言しリリースされた。結局、シングルは世界的に大ヒット。特にアメリカにおいては、『ビルボード』誌が発表したBillboard Hot 100で1位を獲得、シングル・セールスは200万枚に及びクイーンにおける最大のヒット曲となった。またこのヒットの後の1982年には勧めたマイケル自身がやはりイントロのベースラインが印象的な「ビリー・ジーン」を発表してトップセールスとチャートインを果たしている。また1987年に発表されて大ヒットしたINXSの「ニード・ユー・トゥナイト」にもこのストリームの影響が強く出ている。

## SPEEDデビュー曲のモチーフになった「おしゃれフリーク」
日本のティーン女性歌手グループの先駆けと言われるSPEEDのデビューシングルである「Body & Soul」のイントロと曲全体に「おしゃれフリーク」のメロディーおよびナイル・ロジャースのカッティング・リフがモチーフとして多用されている。レコーディングを含めて難産を極めたがこのシングルがデビューセールスとしては異例中の異例である80万枚に及びSPEEDを一気にスターダムに押し上げた。

## ドージャ・キャット「Say So」のモチーフになった「グッド・タイムス」
SNS時代のラッパーであるドージャ・キャットによる2019年リリースのアルバム『ホット・ピンク』の収録曲「Say So」がTikTokを介した口コミで人気を博しビルボード・チャートでナンバーワンを記録した。「Say So」は若干コードが異なるものの「グッド・タイムス」に使われたメロディーとリフ、ツーファイブワンというジャズ特有の逆循環進行をほぼ踏襲して構成されており、「グッド・タイムス」が持つ普遍性が2020年においても通用していることを証明した。

## バーナードらの死去
1996年4月、日本で開催された『スーパー・プロデューサー』というイベントの出演およびプロデュースのため来日。大阪と東京で2日間のステージを終えた後、風邪気味だったバーナード・エドワーズが、帰国予定の同月18日、ホテルの部屋で急逝した。43歳。この時のバーナードの最後の演奏はYouTubeで確認することができる。
ドラムス担当のトニー・トンプソンは、その後、パワー・ステーションなどで活動したが、1992年の活動再開には参加せず2003年に死去している。
バーナード、トニーが死去したため、現在はナイルが唯一のオリジナル・メンバーである。

## ディスコグラフィ

### スタジオ・アルバム
- 『ダンス・ダンス・ダンス』 - Chic (1977年)
- 『エレガンス・シック』 - C'est Chic (1978年)
- 『危険な関係』 - Risqué (1979年)
- 『リアル・ピープル』 - Real People (1980年)
- 『テイク・イット・オフ』 - Take It Off (1981年)
- 『タング・イン・シック』 - Tongue in Chic (1982年)
- 『ビリーヴァー』 - Believer (1983年)
- 『シック・イズム』 - Chic-ism (1992年)
- 『イッツ・アバウト・タイム』 - It's About Time (2018年) ※ナイル・ロジャース&シック名義

### ライブ・アルバム
- 『ライヴ・イン・ジャパン - トリビュート・トゥ・バーナード・エドワーズ』 - Live at the Budokan (1999年)
- A Night in Amsterdam (2006年)

### コンピレーション・アルバム
- 『グッド・タイムス、おしゃれフリーク、ダンス・ダンス・ダンス』 - Les Plus Grands Succès De Chic: Chic's Greatest Hits (1979年、Atlantic)
- Freak Out: The Greatest Hits of Chic and Sister Sledge (1988年、Atlantic/WEA)
- Megachic: Best of Chic (1990年、Warner/Atlantic)
- 『ベスト・オブ・シック』 - Dance, Dance, Dance: The Best of Chic (1991年、Atlantic/Rhino/Warner)
- The Best of Chic, Volume 2 (1992年、Atlantic/Rhino/Warner)
- Everybody Dance (1995年、Rhino/Warner)
- Chic Freak and More Treats (1996年、A440 Music Group)
- 『ベリー・ベスト・オブ・シック』 - The Very Best Of Chic (1996年、Atlantic)
- Dance, Dance, Dance & Other Hits (1997年、Rhino/Warner)
- The Very Best of Chic & Sister Sledge (1999年、Rhino/Warner)
- The Very Best of Chic (2000年、Rhino/Warner)
- Good Times: The Very Best of the Hits & the Remixes (Chic & Sister Sledge) (2005年、Warner)
- The Definitive Groove Collection (2006年、Rhino/Warner)
- Nile Rodgers presents The Chic Organization: Vol.1 Savoir Faire (2010年、Rhino) ※ボックス・セット
- Original Album Series: Chic + C'est Chic + Risqué + Real People + Take It Off (2011年、Rhino/Atlantic)
- Magnifique: The Very Best of Chic (2011年、Music Club Deluxe)
- Nile Rodgers presents The Chic Organization: Up All Night (2013年、Rhino)

## ナイル・ロジャース&バーナード・エドワーズによるプロデュース作品
- シスター・スレッジ : 『華麗な妖精たち』 - We Are Family (1979年)
- シェイラ&B.ディヴォーション : 「スペイサー」 - "Spacer" (1979年)
- シスター・スレッジ : 『ときめき』 - Love Somebody Today (1980年)
- ダイアナ・ロス : 『ダイアナ』 - Diana (1980年)
- デボラ・ハリー : 『予感』 - KooKoo (1981年)